# Xintongyang Yunhe
Xintongyang Yunhe (kinesiska: 新通扬运河) är en kanal i Kina. Den ligger i provinsen Jiangsu, i den östra delen av landet, omkring 80 kilometer nordost om provinshuvudstaden Nanjing.
Genomsnittlig årsnederbörd är 1 302 millimeter. Den regnigaste månaden är juli, med i genomsnitt 255 mm nederbörd, och den torraste är januari, med 30 mm nederbörd.